# TBC1D4
TBC1D4‏ (TBC1 domain family member 4) هوَ بروتين يُشَفر بواسطة جين TBC1D4 في الإنسان.